# Heliconius orchamus
Heliconius orchamus är en fjärilsart som beskrevs av Gustav Weymer 1912. Heliconius orchamus ingår i släktet Heliconius och familjen praktfjärilar. Inga underarter finns listade i Catalogue of Life.